# Доходный дом П. Бароновой
Доходный дом П. Бароновой — ростовский памятник градостроительства и архитектуры. Здание расположено на улице 6-я линия в историческом районе Нахичевани. Согласно исторической справке, здание входило в общее домовладение Персапе Бароновой и служило доходным домом. Здание построено в 1900 году и находится на специальном учете у регионального оператора.
Здание представляет собой доходный дом в стиле поздней эклектики с элементами рационального модерна. Его фасад выделяется вертикальной членённостью за счёт пилястр, проходящих через всю высоту здания. Оконные проёмы оформлены простыми нишами, сохранились следы сандриков и межоконных филёнок. Балконы подверглись поздним перестройкам, утратив первоначальные кованые ограждения. Несмотря на утраты декоративных элементов, здание сохраняет характерные для доходных домов начала XX века пропорции и монументальность.